# 김성진 (1931년 10월)
김성진(金聖鎭, 1931년 10월 14일 ~ 2009년 9월 17일)은 대한민국의 관료, 정치인이다. 제21대 문화공보부 장관이다.

## 학력
- 서울고등학교 졸업
- 고려대학교 경제학 학사
- 고려대학교 대학원 정치학 석사
- 노스웨스턴 대학교 대학원 언론학 석사

### 명예 박사 학위
- 헝가리국립과학원 정치학 명예박사
- 루이스클라크 대학교 문학 명예박사

## 생애
1931년 10월 14일 황해도 해주군에서 태어났다. 고려대학교 경제학 학사 학위를 졸업하였다. 이후 노스웨스턴 대학교 대학원(Northwestern University Graduate School)에서 언론학 석사를 졸업하였다. 1956년부터 한국일보, 동양통신에서 정치부 신문기자, 정치부장을 역임했고, 1970년 5월에는 청와대 대통령비서실 공보비서관에 임명되었다. 이어 1971년부터 1975년까지 대통령비서실 공보수석비서관 겸 청와대 대변인을 역임했다.
1975년 12월부터 문화공보부 장관 직위에 재임하다가 10.26 사건을 맞게 되었다. 김성진 장관을 지키는 1백여 명의 군사들은 김성진 장관의 사저에 도착하였다. 하지만 박정희 대통령과 차지철 대통령경호실장 등 총 6명이 피살되고, 12.12 군사반란 직후에 있은 군부 내각 개편으로 변경되었다.
정계에서 내려온 이후에 동양통신 사장을 역임했다가, 1980년에 일어난 언론통폐합 당시에 설립된 연합통신의 초대 사장이 되었다. 1981년에는 서울언론재단 이사장을 역임했고, 1983년에 연합통신 사장 자리에서 물러난 다음에 한국국제문화협회 회장을 역임했다. 1991년부터 1992년까지 싱가포르 주재 대한민국 대사를 역임했고, 1992년에는 대우그룹 부회장 등을 역임했다. 2009년 9월 17일 지병으로 별세하였다.

## 일화
- 김우중 대우그룹 회장과도 친분이 깊었다.
- 국민이라는 단어를 대중화했다. 본래 군사 정권까지만 해도 비정치인들을 평민이라고 불렀으나, 어감이 좋지 않은 것 같아 국민이라는 단어를 대중화했다.

## 저서
- 《한국정치 100년을 말한다》(1999년 10월)
- 《박정희를 말하다》(2006년 8월)